# Paphinia subclausa
Paphinia subclausa är en orkidéart som beskrevs av Robert Louis Dressler. Paphinia subclausa ingår i släktet Paphinia och familjen orkidéer.
Artens utbredningsområde är Costa Rica. Inga underarter finns listade i Catalogue of Life.